# Valdestillas
Valdestillas is een gemeente in de Spaanse provincie Valladolid in de regio Castilië en León met een oppervlakte van 36,29 km². Valdestillas telt 1.675 inwoners (1 januari 2016).